# Aldo Bandinelli
Aldo Bandinelli (Roma, 23 dicembre 1897 – Roma, 1977) è stato un pittore e illustratore italiano.

## Biografia
Figlio di impiegati pubblici di origine toscana, studiò in un istituto tecnico e in seguito si avvicinò da autodidatta al disegno e alla pittura. Frequentatore della Casa d'Arte Bragaglia, debuttò professionalmente come illustratore nel 1916 sul settimanale satirico Numero, e in seguito collaborò con le maggiori riviste del tempo, tra cui La Lettura, Primato, Cronache d'attualità, La Donna e Quadrivio, in cui nei suoi due anni di collaborazione sperimentò la sua tecnica di disegno a china di tipo giapponese.
Anche attivo come pittore, in queste vesti prese parte alla Seconda e alla Terza Biennale Romana, alla Prima Quadriennale di Roma, alla Prima e Seconda Mostra del Novecento italiano, e alla Exposition Art Italien Moderne tenutasi a Parigi nel 1929. Colpito da una profonda crisi personale, a partire dal 1935 si chiuse in una tormentata solitudine, la sua pittura si fece più angosciata e cupa, e il suo estremo spirito autocritico lo portò a distruggere gran parte delle sue opere del periodo.